# ناتالی ایلینکو
ناتالی ایلینکو (به انگلیسی: Natalia Ilienko) ژیمناست زادهٔ ۲۶ مارس ۱۹۶۷ میلادی اهل کشور شوروی است.